# Gália (ort)
Gália är en ort i Brasilien.   Den ligger i kommunen Gália och delstaten São Paulo, i den södra delen av landet, 700 km söder om huvudstaden Brasília. Gália ligger 562 meter över havet och antalet invånare är 7 011.
Terrängen runt Gália är lite kuperad. Närmaste större samhälle är Garça, 13,9 km nordväst om Gália.
Omgivningarna runt Gália är huvudsakligen savann. Runt Gália är det glesbefolkat, med 13 invånare per kvadratkilometer.